# Leonel Mosevich
Julio Leonel Mosevich, född 4 februari 1997, är en argentinsk fotbollsspelare som spelar för Argentinos Juniors.

## Klubbkarriär
Mosevich debuterade för Argentinos Juniors i Primera División de Argentina den 13 mars 2016 i en 0–0-match mot Temperley, där han blev inbytt i den 60:e minuten mot Luciano Cabral. Den 29 juni 2018 lånades Mosevich ut till schweiziska St. Gallen på ett låneavtal över säsongen 2018/2019. Den 29 juni 2019 lånades han ut till portugisiska Nacional på ett låneavtal över säsongen 2019/2020. Den 6 oktober 2020 lånades Mosevich ut till portugisiska Vizela på ytterligare ett säsongslån.

## Landslagskarriär
I juni 2021 blev Mosevich uttagen i Argentinas trupp till olympiska sommarspelen 2020 i Tokyo.